# Dan Levy
Daniel Joseph Levy (ur. 9 sierpnia 1983 w Toronto) – kanadyjski aktor, scenarzysta, producent filmowy i osobowość telewizyjna. Był gospodarzem programu telewizyjnego Wzgórza Hollywood, który był emitowany na kanale MTV.
Występował jako David Rose w serialu komediowym Schitt’s Creek, który współtworzył ze swoim ojcem. Za pracę nad serialem zdobył m.in. kilka nagród Canadian Screen Awards.

## Życiorys

### Młodość
Urodził się w Toronto, jako syn komika i aktora Eugene’a Levy’ego i scenarzystki Deborah Divine Levy. Uczęszczał do liceum w North Toronto Collegiate Institute, a później zajmował się produkcją filmową na York University i Uniwersytet Ryersona. Jest starszym bratem aktorki Sarah Levy, która gra kelnerkę Twyla Sands w Schitt’s Creek, w którym również występują Levy i jego ojciec. Jego rodzina obchodzi Boże Narodzenie i Chanukę. Ojciec Levy'ego jest Żydem (jego matka nie jest) i miał bar micwę.

### Początki kariery filmowej
Rozpoczął swoją karierę jako jeden z siedmiu współprowadzących nieistniejącego już sztandarowego serialu MTV Canada MTV Live. Zyskał rozgłos jako współgospodarz programu The After Show w MTV Canada z Jessi Cruickshank i jego różnymi wcieleniami, takimi jak The Hills: The After Show i The City: Live After Show. Były również czasami nadawane w Stanach Zjednoczonych.
Po odwołaniu programu The After Show i odejściu Cruickshanka, napisał, wyprodukował i wystąpił w swoim własnym świątecznym programie specjalnym dla MTV, a także był współgospodarzem MTV Movie Awards Red Carpet, X-Factor pre -show i ogólnokrajowej relacji z Igrzysk Olimpijskich w Vancouver dla CTV. Levy opuścił MTV Canada w 2011 roku po pięciu latach pracy.
Jako aktor pojawił się w czteroodcinkowym wątku fabularnym kanadyjskiego serialu Degrassi: Nowe pokolenie, którego premiera to film telewizyjny zatytułowany Degrassi Goes Hollywood. W swojej historii w Degrassi Levy zagrał producenta filmowego, który zatrudnił Paige Michalchuk jako główną rolę w nowym filmie wyreżyserowanym przez aktora Jasona Mewesa. Pojawił się także w thrillerze Cyberstalker z 2012 roku oraz w komediodramacie Admission z 2013 roku, w tym ostatnim z Tiną Fey i Paulem Ruddem.

### Od 2013: Schitt’s Creek
W 2013 roku Levy założył Not a Real Company Productions (wraz z ojcem i dyrektorami Andrew Barnsleyem i Fredem Levym). Ich pierwszym projektem był pilot telewizyjny z CBC, który zaowocował Schitt’s Creek. Levy występuje w serialu u boku swojego ojca, siostry Sarah Levy, Catherine O'Hara, Annie Murphy i Chris Elliott. To pierwszy serial telewizyjny Not a Real Company Productions. Levy wypowiadał się publicznie o przedstawianiu panseksualnej postaci, mówiąc: „Myślę, że w niektórych częściach Ameryki seksualna dwuznaczność Davida była wielkim znakiem zapytania. (Ale) takie kwestie uważam za całkiem ekscytujące".
Za swoją pracę nad Schitt’s Creek, Levy był nominowany do wielu nagród, w tym kilku Canadian Screen Awards za scenariusz i aktorstwo, zdobywając nagrody za najlepszy serial komediowy, najlepszy scenariusz w programie lub serialu komediowym w 2016 roku oraz za najlepszy serial komediowy w 2019 roku. W 2019 roku serial był nominowany do nagrody Primetime Emmy dla najlepszego serialu komediowego. W marcu 2019 roku Levy ogłosił, że seria została przedłużona na szósty i ostatni sezon, i powiedział, że decyzja o zakończeniu serii po szóstym sezonie na ich własnych kreatywnych warunkach była „rzadkim przywilejem”.
W lipcu 2017 roku ogłoszono, że Levy będzie gospodarzem The Great Canadian Baking Show z Julią Chan, który miał swoją premierę 1 listopada w CBC Levy i Chan wrócili jako gospodarze drugiego sezonu show, którego premiera miała miejsce we wrześniu 2018 roku. W marcu 2019 roku Levy ogłosił na Twitterze, że on i Chan nie wrócą jako gospodarze trzeciego sezonu show, powołując się na konflikty w harmonogramie.
W maju 2019 roku był głównym mówcą na corocznym festiwalu kulinarnym The Infatuation, EEEEEATSCON.
W czerwcu 2019 r., z okazji 50. rocznicy zamieszek w Stonewall, które zapoczątkowały współczesne ruchy na rzecz praw społeczności LGBTQ, Queerty nazwał go jednym z Pride50 „Pionierskich jednostek, które aktywnie dbają o to, by społeczeństwo podążało w kierunku równości, akceptacji i godności dla wszystkich osób queer” („Pionierskie jednostki, które aktywnie dbają o to, by społeczeństwo podążało w kierunku równości, akceptacji i godności dla wszystkich osób queer.”).
We wrześniu 2019 roku ogłoszono, że Levy podpisał trzyletni kontrakt z ABC Studios na produkcję i rozwijanie zawartości scenariusza.
W styczniu 2020 roku on i jego ojciec Eugene Levy byli gościnnymi gospodarzami The Ellen DeGeneres Show, zastępując Ellen, gdy brała dzień wolny. Wykonywali wiele zwykłych czynności prezenterskich, w tym przeprowadzili wywiady z członkami obsady Schitt’s Creek, Catherine O'Hara i Annie Murphy.
W lipcu 2020 roku Schitt’s Creek był nominowany do 15 nagród Primetime Emmy za swój ostatni sezon, a Levy zdobył nagrodę dla wybitnego serialu komediowego, wybitnego aktora drugoplanowego w serialu komediowym, wybitnego scenariusza do serialu komediowego i wybitnej reżyserii serialu komediowego. Serial stał się pierwszym serialem komediowym, który wygrał cztery główne kategorie aktorskie w ciągu jednego roku, pierwszym serialem komediowym lub dramatycznym, który zdobył wszystkie siedem głównych nagród w ciągu jednego roku oraz najbardziej nagrodzoną komedią w jednym roku. Levy stał się także pierwszą osobą, która zdobyła nagrodę we wszystkich czterech głównych dyscyplinach w ciągu jednego roku.
We wrześniu 2020 roku Levy zagrał u boku Bette Midler, Kaitlyn Dever, Sarah Paulson i Issy Rae w filmie telewizyjnym HBO Coastal Elites. Projekt został nakręcony zdalnie i skupiał się na życiu pięciu osób walczących z pandemią COVID-19.

## Życie osobiste
Dzieli swój czas między Toronto i Los Angeles, chociaż powiedział, że Londyn jest jego „ulubionym miastem” po tym, jak mieszkał tam w 2005 roku. Unikał publicznego określania swojej orientacji seksualnej, chociaż w wywiadzie dla Flare z 2015 roku został nazwany „członkiem społeczności queer”. W wywiadzie dla Andy'ego Cohena z 2020 powiedział, że jest gejem i wyautował się w wieku 18 lat.

## Filmografia
- 2009: Degrassi Goes Hollywood jako Robbie
- 2012: Prześladowca (Cyberstalker) jako Jack Dayton
- 2013: Czas na miłość (Admission) jako James
- 2014: Stage Fright jako Rozrywkowy reporter
- 2015–2020: Schitt’s Creek jako David Rose
- 2017: Robot Bullies jako Robot 1
- 2018: Współczesna rodzina (Modern Family) jako Jonah
- 2020: Happiest Season jako John